# 神國解散
神國解散（神の国解散）是2000年6月2日日本眾議院解散的俗稱。

## 過程
原本小淵惠三是打算在2000年7月沖繩G8峰會之後解散眾議院的，但是小淵在4月因腦溢血病倒（並在5月逝世），由森喜朗接任內閣總理大臣。不過，在森喜朗執政後的短短一個多月，第一次森內閣就因頻發醜聞和連連失言而導致民意支持率急跌。尤其是森喜朗在5月15日的「神國發言」激起日本政壇甚至社會的普遍指責，在野黨打算提出森內閣不信任案；為了避免不信任案討論造成的影響，森喜朗不得不提前解散眾議院。
6月2日13:00舉行的眾議院大會上，民主黨的鳩山由紀夫等11名議員代表在野黨提出森內閣不信任案。不信任案尚未被表決，內閣官房長官青木幹雄手持日本天皇明仁簽署的眾議院解散詔書步入會場，議長伊藤宗一郎宣布收到解散詔書，全體起立，伊藤宣讀解散詔書：
|  | 根據《日本國憲法》第七條，解散眾議院。 （日本国憲法第七条により、衆議院を解散する。） |

解散詔書宣讀完畢，全體議員三呼萬歲、熱烈鼓掌。眾議院大選安排在6月25日，也就是剛逝世的小淵惠三首相的生忌，以提升執政自民黨支持度。

## 名稱
這次眾議院解散有多種名稱：森喜朗稱之為「日本新生解散」（日本新生解散），執政黨自民黨也有稱為「景氣對策解散」、「沖繩峰會解散」；民主黨、社民黨等在野黨則譏諷為「逃避解散」（逃げまくり解散），鳩山由紀夫則譏諷為「森隱解散」（森隠し解散），當時的日本媒體也有稱為「千禧解散」（ミレニアム解散）、「神隱解散」（神隠し解散）等。不過後來以「神國解散」成為最廣為接受的名稱。

## 后續
事實表明，大選日期安排在小淵惠三的生忌之日，充分激發了民眾的同情心。自公保三黨執政聯盟在支持率低下的情況下，原本的目標只是取得穩定多數，實際上卻取得233席，雖然表現不算太好，但是已經好過預期。

## 外部連結
- 2000年6月2日衆議院大會議事記錄